# 第13回国民体育大会
第13回国民体育大会（だい13かいこくみんたいいくたいかい）は、1958年に開催された国民体育大会である。

## 概要
| 季    | 期間                      | 開催地                    | 競技数 | 参加者数 |
| ----- | ------------------------- | ------------------------- | ------ | -------- |
| 冬    | 1958年1月23日 - 1月26日   | 岩手県盛岡市              | 1      | 1,027    |
| 冬    | 1958年2月27日 - 3月2日    | 北海道札幌市              | 1      | 1,295    |
| 夏    | 1958年9月14日 - 9月17日   | 富山県高岡市 滋賀県大津市 | 3      | 2,888    |
| 秋    | 1958年10月19日 - 10月23日 | 富山県                    | 27     | 13,731   |
| 合 計 | 合 計                     | 合 計                     | 32     | 18,941   |

## 冬季大会

### スケート競技会
第13回国民体育大会冬季大会スケート競技会は、1958年1月23日から1月26日を会期として岩手県盛岡市で開催された。

#### 実施競技・会場一覧
| 競技名   | 種目種別       | 会場地 | 競技会場 |
| -------- | -------------- | ------ | -------- |
| スケート | スピード       | 盛岡市 | 高松池   |
| スケート | フィギュア     | 盛岡市 | 高松池   |
| スケート | アイスホッケー | 盛岡市 | 高松池   |

## 夏季大会

### 実施競技
- 水泳 - 高岡市　高岡水泳場
- 漕艇 - 滋賀県大津市 琵琶湖
- ヨット - 滋賀県大津市 琵琶湖

## 秋季大会

### 実施競技
- 陸上競技
- サッカー
- スキー
- テニス
- 体操
- バスケットボール
- スケート
- ウェイトリフティング
- ハンドボール
- 自転車競技
- ソフトテニス
- 卓球
- 相撲
- 馬術
- フェンシング
- 軟式野球
- 柔道
- ホッケー
- ボクシング
- バレーボール
- ソフトボール
- バドミントン
- 弓道
- ライフル射撃
- 剣道
- ラグビー
- クレー射撃
- 高校野球
- レスリング

## 総合成績

### 天皇杯
- 1位 - 東京都
- 2位 - 大阪府
- 3位 - 福岡県

### 皇后杯
- 1位 - 東京都
- 2位 - 大阪府
- 3位 - 神奈川県